# Amegilla latizona
Amegilla latizona es una especie de abeja excavadora perteneciente al género Amegilla, categorizada en la tribu Anthophorini, de la subfamilia Apinae.
Fue descrita científicamente por el entomólogo italiano Maximilian Spinola en 1838. Aparece registrada y publicada en una sección de Des Hyménoptères Recueillis par M. Fischer Pendant son Voyage en Égypte, et Communiqués par M. le Docteur Waltl A Maximilien Spinola. Annales De La Société Entomologique, Vol. 7 de 1838.

## Distribución
La especie se distribuye por India, Irán, Juzestán, Yemen, Arabia Saudita, Egipto, Sudán, Libia y Argelia.